# Oleg Sîrghi
Oleg Sîrghi, né le 9 juillet 1987 est un haltérophile moldave.

## Palmarès

### Championnats d'Europe d'haltérophilie
- Championnats d'Europe d'haltérophilie 2013 à Tirana
  -  Médaille d'or en moins de 56 kg.
- Championnats d'Europe d'haltérophilie 2012 à Antalya
  -  Médaille d'argent en moins de 56 kg.
- Championnats d'Europe d'haltérophilie 2011 à Kazan
  -  Médaille d'or en moins de 56 kg.